# خبق
خَبَق أو كارا[بحاجة لمصدر] (الاسم العلمي: Chara) هي جنس من النباتات الكاريانية تتبع فصيلة الكارية من رتبة الكاريات.